# 속초시·고성군
속초시·고성군은 대한민국의 옛 국회의원 선거구이다. 당시 강원도 속초시와 고성군 지역을 관할했다.

## 역사
제13대 국회의원 선거를 앞두고 속초시·양구군·인제군·고성군 선거구에서 분리되면서 신설되었다.
제15대 국회의원 선거를 앞두고 강원도 지역의 선거구 개편이 이루어지면서 속초시와 고성군 지역이 속초시·고성군·양양군·인제군 선거구를 이루게 되면서 폐지되었다.

## 역대 국회의원
| 선거   | 정당 | 정당       | 의원   |
| ------ | ---- | ---------- | ------ |
| 1988년 |      | 통일민주당 | 최정식 |
| 1992년 |      | 민주자유당 | 정재철 |

## 역대 선거 결과

### 대한민국 제13대 국회의원 선거
|  | 53.49% |

|  | 46.50% |

### 대한민국 제14대 국회의원 선거
|  | 45.13% |

|  | 28.48% |

|  | 12.50% |

|  | 9.20% |

|  | 4.68% |